# Boureima Zongo
Boureima Zongo (Alto Volta, 16 de marzo de 1972) es un exfutbolista de Burkina Faso que jugaba en la posición de mediapunta.

## Carrera

### Club
Jugó toda su carrera con el RC Bobo-Dioulasso de 1991 a 2004, equipo con el que fue campeón nacional en dos ocasiones y ganó cinco copas nacionales.

### Selección nacional
Jugó para Burkina Faso en 34 ocasiones de 1993 a 2001 y anotó cinco goles; participó en dos ediciones de la Copa Africana de Naciones.

## Logros
- primera División de Burkina Faso (2): 1996, 1997
- Copa de Burkina Faso (1): 1995
- Burkinabé Leaders Cup (3): 1993, 1997, 1998
- Supercopa de Burkina Faso (1): 1995